# TM Forum
Le TM Forum (anciennement  TeleManagement Forum et avant OSI/Network management forum) est une association internationale à but non lucratif d'entreprises du secteur des télécommunications et du numérique. Elle vise par des programmes de coopération à conduire des recherches, développer de bonnes pratiques et des normes, à définir des API ouvertes, et à faciliter la transition au numérique par l'organisation d'événements. L'organisation compte 850 membres dans 66 pays, et coopère avec l'ISO et avec l'Union Internationale des Télécommunications (UIT). en contribuant aux travaux de normalisation.

## Principales initiatives
Le TM Forum a lancé en 2001 un cadre conceptuel pour les systèmes de support aux opérations des opérateurs télécoms, le NGOSS (acronyme pour "New Generation Operational Support Systems" en anglais), qui se compose notamment de : 
- eTOM (pour "Enhanced Telecom Operations Map" en anglais), un cadre de référence de processus pour les opérateurs;
- SID (pour "Shared Information and Data model" en anglais)[6], un modèle de référence définissant les données partagées entre opérateurs[7];
- TAM (pour "Telecom Application Map" en anglais)[8], un cadre d'applications types pour les fonctions nécessaires aux opérateurs;
- SPF/SDF (pour "Service Provisioning platform and service delivery framework" en anglais), pour le développement et l'interconnexion de services.

Le TM Forum élargissant son champ d'action à la transition numérique, il a conçu en 2016 un modèle de maturité numérique (DMM pour "Digital Maturity Model" en anglais), et a lancé plusieurs initiatives a destination de marchés consommateurs de services numérique (sectoriels ou horizontaux):   
- Villes intelligentes[10]: le TM Forum a par exemple lancé en 2016 une coopération avec le consortium FIWARE, pour développer des interfaces de programmation d'applications (API) ouvertes et standardisées pour les villes intelligentes, qui se basent sur l'internet des objets et des mégadonnées[11],[12].
- Energie intelligente[13], pour intégrer les réseaux électriques intelligents ("smart grid" en anglais) et les servies numériques liés à l'énergie.
- Santé numérique[14], pour intégrer les services numériques et l'e-Santé
- Internet des objets[15]

Le TM forum œuvre également dans la normalisation des plateformes distribuées

## Historique
En 1988, l'association "OSI/Network Management Forum" est créé par huit entreprises (Amdahl, AT&T, British Telecom (BT), Hewlett-Packard, Northern Telecom (Nortel), Telecom Canada, STC PLC, et Unisys),,.
Début 1990, un premier ensemble de normes a été publié, basé sur le protocole CMIP[réf. nécessaire].
En 1998, l'organisation, qui a alors 250 membres, est renommé en "TeleManagement Forum". La première version de la norme "Telecom Operations Map" (TOM) est publiée.
En 2001, la première version de la norme "New Generation Operational Support Systems" (NGOSS) est publiée .
Courant 2004, la norme eTom, le successeur de TOM, est adoptée comme norme officielle par l'UIT.
Fin 2011, l'organisation regroupe plus de 775 entreprises.
En 2016, l'organisation compte 850 membres dans 66 pays.